# Il Pirata - Marco Pantani
Il Pirata - Marco Pantani è un film per la televisione, diretto da Claudio Bonivento in cui viene raccontata la storia di Marco Pantani, che nel film è interpretato da Rolando Ravello.
Le vicende più significative della vita di Pantani, sono state tratte dal libro Pantani. Un eroe tragico, scritto da Pier Bergonzi, Davide Cassani e Ivan Zazzaroni, edito da Arnoldo Mondadori Editore.

## Trama
Marco Pantani è un ragazzo di Cesenatico, grande appassionato di calcio e tifoso del Milan, che sogna di poter fare il calciatore.
Un giorno, il nonno Sotero, pescatore, gli regala una vecchia bici da corsa e Marco si appassiona in poco tempo al ciclismo. Per le strade di Cesenatico viene presto notato per la sua grande velocità in salita dall'allenatore della squadra locale di ciclismo, Ridolfi, che lo prende con sé e inizia ad allenarlo.
Grazie alle sue doti, Marco inizia ben presto a collezionare vittorie in diverse gare, attirando subito l'attenzione su di sé. Dopo qualche anno, una squadra professionistica di ciclismo gli offre un contratto. L'allenatore Beltrame intuisce subito le qualità di scalatore del ragazzo, che si mette in luce nel Giro d'Italia 1994 con fughe mirabolanti in salita. Dopo un ottimo secondo posto al Giro, Marco torna a festeggiare con gli amici e la famiglia nella sua Romagna, dove riabbraccia Francesco, suo amico d'infanzia e fa la conoscenza di una bellissima ragazza, Christina.
Nel corso della Milano-Torino del 1995 rimane vittima di un terribile incidente: durante una discesa, si scontra con un'auto e riporta serie fratture a una gamba. Per Marco sembra ormai segnata la carriera, ma grazie alla famiglia, alla vicinanza del suo vecchio allenatore Ridolfi e alla fidanzata Christina, in pochi mesi si ristabilisce e torna a correre.
Ripresa nuovamente la bicicletta, Marco vince nel 1998 sia il Giro d'Italia che il Tour de France, conquistando l'attenzione di tutto il mondo. Per tutti diventa "il Pirata", che con le sue scalate fa sognare tutti gli appassionati di ciclismo, avvicinando a questo sport anche i meno interessati. Ma la carriera del campione, nel suo momento migliore, subisce un'improvvisa battuta d'arresto: il 5 giugno 1999, poco prima della penultima tappa del Giro d'Italia con partenza da Madonna di Campiglio, gli viene riscontrato un livello di ematocrito nel sangue superiore a quello concesso dai regolamenti internazionali, venendo squalificato.
Da questo momento, Pantani cade in una profonda depressione, sempre più convinto che esista un complotto mirato a distruggere la sua carriera. Dopo la squalifica è deciso a non tornare a correre e si chiude in se stesso. La situazione si fa sempre più complicata e il campione finisce in un giro losco di amicizie, tra serate, sballi e cocaina. La fidanzata Christina, esasperata dal comportamento di Marco, lo lascia e va a vivere da sola. In questo momento terribile, lo staff e la famiglia cercano di aiutarlo in tutti i modi, per farlo tornare alla normalità. Marco, tornato sulla bicicletta, al Tour de France 2000 batte in volata, tra l'entusiasmo generale, lo statunitense Lance Armstrong. Nonostante il ritorno sulla bici, però, il "Pirata" non riesce ad uscire dalla dipendenza dalla cocaina e dalla sua depressione; a questo si aggiunge anche la mancanza di Christina, che lui ancora ama, rendendolo ancora più sconsolato e arrendevole. Francesco, l'amico d'infanzia che l'ha seguito anche in tutto il suo percorso sportivo, lo ospita in casa sua con la speranza di aiutarlo e farlo vivere in serenità, nel tentativo di allontanarlo dalla droga.
Nel febbraio del 2004, dopo una fuga da casa di Francesco, Marco viene ritrovato morto in un residence di Rimini, a causa di un'overdose. È il triste epilogo di un grande campione, che rimarrà per sempre impresso nella memoria collettiva.

## Ascolti
| Data            | Telespettatori | Share  |
| --------------- | -------------- | ------ |
| 5 febbraio 2007 | 5.571.000      | 20,97% |